# Adolphe Parade
Pour les articles homonymes, voir Parade.
Adolphe Parade, né à Ribeauvillé le 11 février 1802 et mort le 29 novembre 1864 à Amélie-les-Bains, est un forestier français, directeur de l'école des Eaux et Forêts. Il est considéré comme l'un des père de la sylviculture moderne de l'école forestière française.

## Biographie
Adolphe Louis François Parade est né le 22 pluviôse an X (11 février 1802) à Ribeauvillé (Haut-Rhin). 
Sa mère Henriette de Beer (1772-1822) est la fille Guillaume de Beer (1736-1809) ancien ministre du duc Christian IV de Deux-Ponts Birkenfeld, seigneur de Ribeauvillé et la sœur de Louis de Beer (1777-1823) diplomate et gouverneur de 1806 à 1814 de l’éphémère principauté de Bénévent. 
Son père Jean-Baptiste Parade (1764-1809) est originaire de Saint-Aquilin près de Ribérac dans le Périgord. A la Révolution il abandonne son commerce florissant de Ribeauvillé pour entrer dans l’armée. Dès l'an II, il est fait capitaine d’état-major de l’Armée du Rhin. Participant à plus de quatorze campagnes, il est peu présent auprès de sa famille. Comme le montre sa correspondance avec son beau-père, il se montre un bon botaniste, expédiant à Ribeauvillé des graines et des plants récoltés dans les divers pays qu’il traversait, et s’informant des résultats des semis et plants effectués. En fonction comme aide de camps auprès du général Fririon, il est grièvement blessé à la bataille d’Essling. Un pied emporté par un boulet, il succombe à l’hémorragie qui suivit l’amputation.
Adolphe passe son enfance en Alsace en compagnie de son frère aîné Louis Guillaume (1799- ?) et sa sœur cadette Nathalie ( ?- ?). Ses oncles Louis de Beer et  Charles de Beer (1779-1829) se chargent de l’instruction des enfants de leur beau-frère décédé.

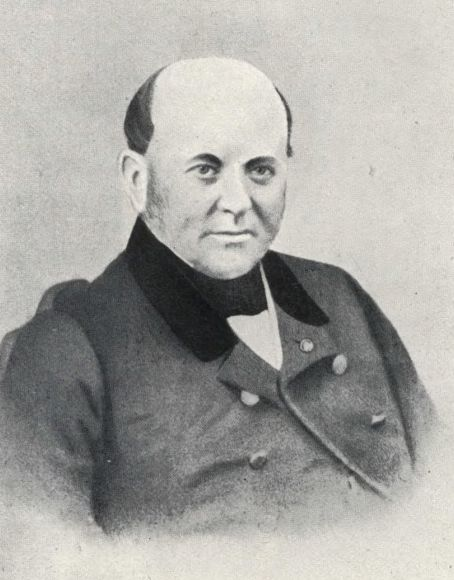
Adolphe Parade

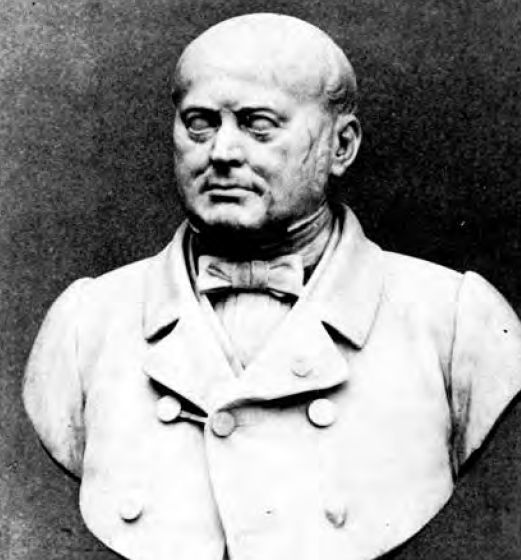
Buste d'Adolphe Parade sculpté par J. Viard et exposé à la bibliothèque de l'École nationale des eaux et forêts

Bernard Lorentz, sous-inspecteur des forêts à Ribeauvillé de 1806 à 1813, prend le jeune orphelin sous son aile et l'encourage vers une carrière forestière. Il l'envoie alors à l’âge de 13 ans, vers la fin 1815 en Saxe, dans une école préparatoire. Quinze mois plus tard, à Pâques 1817, il est admis à l’Académie forestière royale saxonne située dans le petit village de Tharandt, près de Dresde, dirigée par le célèbre professeur de sylviculture Heinrich Cotta. A la fin de 1819, après ses trois années d'études forestières, il revient en France, après un long voyage pédestre (800 kilomètres) de plusieurs mois à travers les forêts d’Allemagne. Il rejoint Lorentz, alors inspecteur de Saint-Dié (Vosges), et reste auprès de lui durant deux ans sans position officielle. En avril 1822, il est nommé simple garde forestier à Etival (Vosges) et en décembre 1822, brigadier, garde chef mixte au triage d’Ormont (Vosges).
En février 1825, alors que Parade est brigadier forestier dans les Vosges, Bernard Lorentz directeur de la nouvelle école royale forestière de Nancy l'appelle auprès de lui  comme répétiteur des cours d'économie forestière. Il fera tout le reste de sa vie carrière dans cette école dont il assurera la renommée.
Au départ de Lorentz en 1830, remplacé à la direction de l'école par de Salomon, il obtint le grade de sous-inspecteur, et prit les fonctions de sous-directeur de l’Ecole et fut chargé du cours de sylviculture. 
En 1831, Bernard Lorentz lui donne en mariage sa fille Augusta Camille (1813-1893) qu'il épouse le 5 avril à Paris. Le couple aura trois filles, les jumelles Nathalie (1832-) et Lucie (1832-), et la cadette, Ida Caroline Marie (1833-).
En 1838, Parade devint directeur de l’Ecole forestière de Nancy et le restera jusqu’à sa mort en 1864.
L’ouvrage principal de Parade est le célèbre Cours élémentaire de culture du bois qu’il publie pour la 1re édition en 1837. Il le présente modestement comme étant issu d’une collaboration avec son maître et bienfaiteur Bernard Lorentz, mais dont il est surtout l’auteur principal.  Ce livre sera réédité 6 fois,. 
Il meurt à Amélie-les-Bains le 29 novembre 1864 où il soignait une santé gravement altérée.
« Imiter la nature, hâter son œuvre », ce vieil adage  bien connu des forestiers, attribué à Adolphe Parade synthétise un grand principe de la sylviculture française, dont l'idée semble avoir été émise par le forestier pyrénéen Étienne-François Dralet dès 1824 ; 
Chrétien-Charles de Beer (1818-1879), cousin d’Alphonse Parade, entra en 1838 à l’école des eaux et forêts de Nancy et finit sa carrière comme Conservateur des forêts à Mâcon. Inspecteur des forêts à Arbois (Jura) durant treize ans, il est l’auteur d’un tarif de cubage pour le sapin.

## Distinctions
- Officier de la Légion d'honneur en 1860[10] et auparavant chevalier en 1841[11].

## Ouvrages
- Bernard Lorentz (complété et publié par Adolphe Parade), Cours élémentaire de culture des bois, Paris et Nancy, 1855, 3e éd. (1re éd. de Parade : 1837), 652 p. (lire en ligne) ; [lire en ligne : 4e édition- 1860 - 698 p.]